# Acar

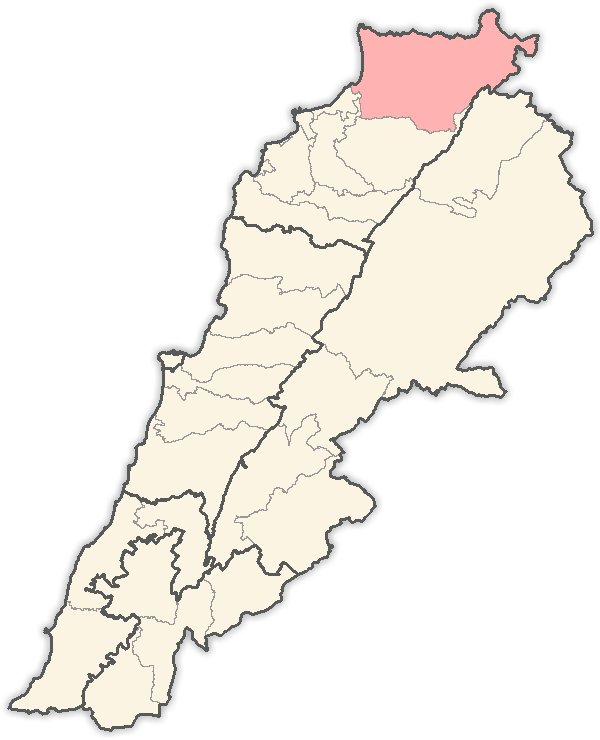

Acar (em árabe: عكار; romaniz.: Akkar) é um distrito libanês localizado na província do Líbano Setentrional. Sua capital é Halba. Segundo o censo de 2017, havia 423 596 habitantes.